# Anomalía (física)
En física, la palabra anomalía se utiliza para describir la situación en que una simetría clásica p.ej. una simetría del lagrangiano de la teoría clásica, deja de ser una simetría de la correspondiente teoría cuántica (cada teoría clásica conlleva asociada alguna teoría cuántica debido al proceso de cuantización). 
Aunque las anomalías se pueden considerar un efecto de las distancias muy cortas que conllevan la aparición de divergencias ultravioletas, que se presentan porque algunas integrales no pueden ser regularizadas de un modo tal que todas las simetrías sean preservadas. Sin embargo, hay también anomalías asociadas a un efecto infrarrojo porque el carácter de estas divergencias está determinado puramente por la física de bajas energías (largas distancias) y por partículas y campos sin masa.
Además existe un tipo de anomalías en las teorías de gauge que tienen conexiones importantes con la topología y la geometría. En el modelo estándar, estas anomalías de gauge se pueden cancelar y la cancelación se da solamente cuando se incluyen tanto los quarks como los leptones, postulados por la teoría. Las anomalías en simetrías de gauge deben ser canceladas-la anomalía total debe anularse- si la teoría es consistente. La demsotración de que las anomalías se cancelan en la teoría de cuerdas tipo I (que usa el mecanismo Green-Schwarz) encendió la primera revolución de supercuerdas en teoría de cuerdas.
Las anomalías en simetrías globales no hacen la teoría inconsistente, pero tienen consecuencias físicas importantes.

## Ejemplos
- anomalía consistente
- anomalía covariante
- anomalía conforme
- anomalía quiral
- anomalía gravitacional
- anomalía de gauge
- anomalía mezclada
- anomalía global

## Anomalías globales
Una anomalía global es la violación cuántica de una conservación de corriente de simetría global.
Una anomalía global también puede significar que una anomalía global no perturbativa no puede ser capturada por un bucle o cualquier cálculo de diagrama de Feynman perturbativo de bucle, ejemplos incluyen la anomalía Anomalía de Witten y anomalía de Wang-Wen-Witten.

### Escalado y renormalización
La anomalía global más prevalente en física está asociada con la violación de la invariancia de escala por correcciones cuánticas, cuantificadas en la renormalización o regularización.
Dado que la regulación generalmente introduce una escala de distancia, las teorías clásicas invariantes de escala están sujetas al flujo del grupo de renormalización, es decir, el comportamiento cambia con la escala de energía.  Por ejemplo, la gran intensidad de la fuerza nuclear fuerte resulta de una teoría cuántica que está débilmente acoplada a distancias cortas que fluye a una teoría fuertemente acoplada a largas distancias, debido a esta anomalía de escala.

### Simetrías rígidas
Las anomalías en las simetrías globales conmutativas no plantean problemas en una teoría cuántica de campos, y a menudo se encuentran (ver el ejemplo de la anomalía quiral).  En particular, las simetrías anómalas correspondientes se pueden fijar fijando las condiciones de contorno de la integral de trayectoria.

### Transformaciones gauge grandes
Sin embargo, las anomalías globales en las simetrías que se acercan a la identidad con suficiente rapidez en el infinito plantean problemas.  En ejemplos conocidos, tales simetrías corresponden a componentes desconectados de simetrías de gauge.  Tales simetrías y posibles anomalías ocurren, por ejemplo, en teorías con fermiones quirales o formas diferenciales auto-duales acopladas a la gravedad en 4k + 2 dimensiones, y también en la anomalía de Witten en una teoría de gauge ordinaria de 4 dimensiones SU(2).
A medida que estas simetrías se anulan en el infinito, no pueden ser limitadas por condiciones de contorno y, por lo tanto, deben sumarse en la integral del camino. La suma de la órbita de gauge de un estado es una suma de fases que forman un subgrupo de U(1).  Como hay una anomalía, no todas estas fases son iguales, por lo tanto, no es el subgrupo identidad. La suma de las fases en cualquier otro subgrupo de U(1) es igual a cero, por lo que todas las integrales de camino son iguales a cero cuando existe tal anomalía y no existe una teoría no trivial bajo esas circunstancias.
Una excepción puede ocurrir cuando el espacio de configuraciones es disconexo, en cuyo caso uno puede tener la libertad de elegir integrar sobre cualquier subconjunto de los componentes. Si las simetrías de gauge del componente disconexo aplican el sistema entre configuraciones disconexas, entonces hay en general un truncamiento consistente de una teoría en la que se integra solo sobre aquellos componentes conexos que no están relacionados por transformaciones de gauge grandes. En este caso, las transformaciones de gauge grandes no actúan sobre el sistema y no hacen que la integral de trayectoria desaparezca.

#### Anomalías de Witten y de Wang-Wen-Witten
En SU(2) en el espacio de Minkowski de cuatro dimensiones, una transformación de gauge corresponde a la elección de un elemento del grupo unitario especial SU(2) en cada punto del espacio-tiempo. El grupo de tales transformaciones de gauge es conexo.
Sin embargo, si solo estamos interesados en el subgrupo de transformaciones de gauge que se anulan en el infinito, podemos considerar que la 3-esfera en el infinito es un solo punto, ya que las transformaciones de gauge se anulan allí de todos modos. Si la 3-esfera en el infinito se identifica con un punto, nuestro espacio de Minkowski se identifica con la 4-esfera. Por tanto, vemos que el grupo de transformaciones de gauge que se anualan en el infinito en el 4-espacio de Minkowski es isomorfo al grupo de todas las transformaciones de gauge de la 4-esfera.
Este es el grupo que consiste en una elección continua de una transformación de gauge en SU(2) para cada punto de la 4-esfera.  En otras palabras, las simetrías de gauge están en correspondencia uno a uno con mapas de la 4-esfera a la 3-esfera, que es la variedad de grupo de SU(2). El espacio de tales aplicaciones "no" es conexo, sino que los componentes conexos se clasifican mediante el cuarto grupo de homotopía de la 3-esfera que es el grupo cíclico de orden dos. En particular, hay dos componentes conexos. Uno contiene el elemento identidad del grupo y se llama "componente de identidad", el otro se llama "componente desconexo".
Cuando una teoría contiene un número impar de sabores de fermiones quirales, las acciones de las simetrías de gauge en el componente identidad y el componente desconexo del grupo de gauge en un estado físico difieren en un signo. Por tanto, cuando se contabilizan todas las configuraciones físicas en la integral de camino, se encuentra que las contribuciones vienen en pares con signos opuestos. Como resultado, todas las integrales de camino se anulan y la teoría resulta trivial.
La descripción anterior de una anomalía global es para la teoría de gauge SU(2) acoplada a un número impar de (iso-)spin-1/2 fermión de Weyl en cuatro dimensiones espaciotemporales. Esto se conoce como la anomalía de Witten SU(2). En 2018, Wang, Wen y Witten encontraron que la teoría de gauge SU(2) acoplada a un número impar de fermiones de Weyl de isospín 3/2 en cuatro dimensiones del espacio-tiempo tiene una anomalía global no perturbativa más sutil detectable en ciertas variedades sin espín y sin estructura de espín. Esta nueva anomalía se denomina "nueva anomalía SU(2)". Ambos tipos de anomalías tienen análogos de (1) anomalías de gauge dinámicas para teorías de gauge dinámico y (2) las anomalías 't Hooft de simetrías globales. Además, ambos tipos de anomalías son clases "mod 2" (en términos de clasificación, ambos son grupos finitos Z2 de clases de orden 2), y tienen análogos en 4 y 5 dimensiones espaciotemporales. Más generalmente, para cualquier entero natural N, se puede demostrar que un número impar de multiplicadores de fermiones en representaciones de isospín 2N+1/2 puede tener el SU(2) anomalía; un número impar de multipletes de fermión en representaciones de isospín 4N+3/2 puede tener la nueva anomalía SU(2). Para fermiones en la representación de espín semientero, se muestra que sólo existen estos dos tipos de anomalías SU(2) y las combinaciones lineales de estas dos anomalías; estos clasifican todas las anomalías globales de SU(2). Esta nueva anomalía SU(2) también juega una regla importante para confirmar la consistencia de la teoría de gran unifación SO(10), con un grupo de gauge Spin(10) y fermiones quirales en las representaciones de espinor de 16 dimensiones, definidas en variedades no espín-spin.

### Anomalías más altas que involucran simetrías globales más altas: teoría de gauge de Yang puro de Mills como ejemplo
El concepto de simetrías globales puede generalizarse a simetrías globales superiores, tal que el objeto cargado para la simetría ordinaria de la forma 0 es una partícula, mientras que el objeto cargado para la simetría de la forma n es un operador extendido n-dimensional. Se encuentra que la teoría pura de Yang-Mills de 4 dimensiones con solo campos de gauge SU(2) con un término theta topológico {\displaystyle \theta =\pi ,} puede tener una anomalía mixta de 't Hooft más alta entre la simetría de inversión de tiempo de 0 formas y la simetría de centro Z2 de 1 forma. La anomalía 't Hooft de la teoría pura de Yang-Mills de 4 dimensiones se puede escribir con precisión como una teoría topológica de campos invertible de 5 dimensiones o matemáticamente como un invariante bordismo de 5 dimensiones, generalizando la imagen de flujo de entrada de anomalías a esta clase de anomalía global Z2 de anomalías globales que involucran simetrías superiores. En otras palabras, podemos considerar la teoría pura de Yang-Mills de 4 dimensiones con un término theta topológico {\displaystyle \theta =\pi } vivir como una condición límite de una cierta teoría de campos topológicos invertibles de clase Z2, para que coincida con sus anomalías superiores en el límite de 4 dimensiones.